# Том Дуули
Томас „Том“ Дуули (на английски: Thomas "Tom" Dooley, роден на 12 май 1961 в Беххофен (Пфалц), Германия) е бивш американски футболист и настоящ футболен треньор от германски произход.
Дуули играе в Първа Бундеслига за отборите на Хомбург 08, Кайзерслаутерн, Байер Леверкузен и Шалке 04. Той участва в 199 срещи като отбелязва 20 гола. След това продължава футболната си кариера в САЩ и облича екипите на Кълъмбъс Крю и Ню Йорк/Ню Джърси Метростарс. В Ню Йорк играе заедно с германската легенда Лотар Матеус.
С Кайзерслаутерн футболистът печели Купата на Германия през 1990 г. и става шампион през 1991 г., а с Шалке 04 вдига Купата на УЕФА през 1997 г.
Том Дуули е син на американски войник и германска майка. Преди световното първенство в Америка през 1994 г. футболната федерация на САЩ му предлага да играе за националния отбор на „янките“ като му предлага гражданство за целта. Футболистът приема предложението, но все пак запазва германския си паспорт.
През 1993 г. Дуули играе за САЩ при загубата с 3:4 от Германия в подготвителен турнир за Мондиал'94. Така той участва на две световни първенства през 1994 и 1998 г. Общо изиграва 81 мача с националната фланелка и вкарва 7 гола. През Световното първенство по футбол във Франция е капитан на САЩ.
От 2002 до 2003 г. Дуули за кратко време е треньор и спортен директор на Саарбрюкен. Притежава футболна академия в Лагуна Нигел (Калифорния). През май 2006 г. той отганизира международен демонстративен турнир по джитбол в Лос Анджелис, спечелен от бразилците. Участие вземат осем отбора, съставени почти изцяло от известни футболисти.